# Lovre Miloš
Lovre Miloš (Zágráb, 1994. április 5. – ) világbajnoki bronzérmes horvát válogatott vízilabdázó, a Mladost Zagreb játékosa.

## Élete
10 éves korában kezdett vízilabdázni szülővárosában. Egyetemi éveit az Egyesült Államokban töltötte, ahol a Los Angeles-i US Irving csapatában játszott. Diplomája megszerzése után visszatért Horvátországba, ahol rögtön az első idényben Adria-ligát nyert, valamint bajnoki ezüstérmet szerzett.

## Eredmények

### Klubcsapattal

#### Mladost Zagreb
- Horvát bajnokság: Ezüstérmes: 2018-19
- Adria-liga: Aranyérmes: 2018-19

### Válogatottal

#### Horvátország
- Európa-bajnokság: Bronzérmes: Barcelona, 2018
- Világbajnokság: Bronzérmes: Kvangdzsu, 2019